# Gymnosporangium juniperi-virginianae
Gymnosporangium juniperi-virginianae es un patógeno vegetal que causa la roya del manzano y del enebro u óxido del cedro y del manzano (en inglés: "cedar apple rust").  En prácticamente cualquier lugar donde coexistan los cultigenes o los manzanos silvestres (Malus) y el cedro rojo oriental (Juniperus virginiana), el óxido del manzano y del cedro puede ser destructivo o enfermedad desfigurante tanto en los manzanos como en los cedros. Membrillo y espino son el huésped más común y muchas especies de enebro pueden sustituir a los cedros rojos orientales.

## Síntomas
En el manzano, las infecciones se producen en hojas, frutos y ramitas jóvenes.
Las manchas de colores brillantes producidas en las hojas hacen que sea fácil de identificar. Pequeñas manchas amarillas pálidas aparecen en las superficies superiores de las hojas, generalmente a fines de abril o mayo en la costa este de los Estados Unidos. Estas manchas se agrandan gradualmente y se vuelven anaranjadas o rojas y pueden mostrar anillos concéntricos de color. Pueden verse gotas de líquido anaranjado en los puntos. 
Más avanzado en la temporada, aparecen puntos negros en las manchas anaranjadas en la superficie superior de la hoja. A fines del verano, se desarrollan estructuras en forma de tubo en la superficie inferior de la hoja de manzana. Las hojas infectadas a veces caen prematuramente, particularmente durante condiciones de sequía o cuando el árbol está bajo estrés adicional. Las infecciones en la fruta generalmente están cerca del final de la flor y son algo similares a las lesiones de la hoja.
En el huésped del cedro rojo del este, el hongo produce agallas de color marrón rojizo de 1 / 4-1 pulgadas de diámetro. Estas agallas pueden confundirse con estructuras de cono por parte de los no iniciados. Después de alcanzar un diámetro de aproximadamente 1/2 pulgada, muestran muchas pequeñas depresiones circulares. En el centro de cada depresión hay una pequeña estructura con forma de espinilla. En la primavera, estas estructuras se alargan en protuberancias o cuernos gelatinosos de color naranja. Los cuernos con esporas se hinchan durante los períodos lluviosos en abril y mayo. El viento transporta las esporas microscópicas para infectar hojas de manzanas, frutas y ramitas jóvenes en árboles dentro de un radio de varias millas del árbol infectado.
En otras especies de enebro más comunes en paisajismo y bonsái, se reducen los tamaños de las infecciones. Al principio de la infección, las agallas son pequeñas protuberancias en las partes leñosas de la planta. Mantienen la forma gelatinosa anaranjada después de las primeras lluvias cálidas de la primavera, pero generalmente en una escala muy reducida.

## Ciclo de la enfermedad
La comprensión del ciclo de la enfermedad de este hongo de la roya es necesaria para una identificación y control adecuados. La roya de la manzana y de cedro es causada por los hongos Gymnosporangium o más específicamente Gymnosporangium juniperi-virginianae que pasan parte de sus ciclos de vida en cedro rojo del Este que crecen cerca de los huertos. El complejo ciclo de la enfermedad de la roya de la manzana de cedro, alternando entre dos plantas huésped, fue delineado por primera vez por Anders Sandøe Ørsted.
En la costa este de los Estados Unidos, en la primera lluvia cálida de la primavera, los cuernos de esporas se convierten en masas gelatinosas y producen sus teliosporas. El viento lleva las esporas a las hojas de manzana aproximadamente en el momento en que los brotes de la manzana están en la etapa de floración rosa o temprana. Al llegar a los brotes u hojas de manzana, las esporas se adhieren a las hojas jóvenes, germinan y entran en los tejidos de hojas o frutos. La infección se produce en tan solo cuatro horas en condiciones favorables. Las lesiones amarillas se desarrollan en una a tres semanas.  
En julio y agosto, se producen esporas en las hojas de manzano (aeciosporas). El viento lleva las esporas de regreso a los cedros rojos orientales, completando el ciclo infeccioso. Las esporas caen sobre bases de agujas de cedro o en grietas o hendiduras de ramitas. Allí, germinan y producen pequeñas hinchazones de color verde-marrón del tamaño de un guisante. Las agallas no producen esporas hasta la segunda primavera. Sin embargo, las agallas maduras generalmente están presentes cada año. Este hongo produce cuatro de cada cinco de las esporas que se sabe que son producidas por la clase Pucciniomycetes durante su ciclo de vida. (Estos incluyen teliosporas, basidiosporas, espermatia y aeciosporas. El tipo de espora que no produce es urediniosporas.) Los hongos de óxido tienen un ciclo vital complicado con hasta cinco tipos de esporas (cada una de ellas con un tipo diferente de estructura) en su ciclo de vida y, a menudo, un huésped alternativo además del huésped principal. Se dice que los basidiomicetos que tienen las 5 etapas de esporas y los que tienen menos son "macrocíclico" y "microcíclico", respectivamente.

## Control
Debido a que las manzanas son un cultivo económicamente importante, el control generalmente se centra allí. La interrupción del ciclo de la enfermedad es el único método efectivo para controlar la roya de la manzana de cedro. El método de control recomendado es "eliminar los cedros ubicados dentro de un radio de 1 milla" de las manzanas para interrumpir el ciclo de la enfermedad, aunque este método rara vez es práctico. Para aquellos que hacen bonsái, es común tener los árboles a unos pies el uno del otro y en la costa este central de los Estados Unidos, el cedro rojo del este es un primer crecimiento de las coníferas comunes a lo largo de las carreteras.
Existen diferencias en la susceptibilidad de varias variedades de manzana.  'Jonathan', 'Rome Beauty', 'Wealthy' and 'York Imperial' are susceptible.  'Grimes Golden', 'Narragansett', 'Red Delicious', 'Winesap', 'Staymans', 'Redfree', 'Jonafree' and 'Priscilla' are resistant.  Crabapples are generally more susceptible than apples.  Resistant crabapples include 'Adams', 'Beverly', 'Candied Apple', 'Dolgo', 'Donald Wyman', 'Eleyi', 'Inglis', 'Indian Summer', 'Liset', 'Mt. Arbor', M. persicifolia, 'Red Jewel', 'Robinson', 'Robusta', 'Royalty', M. sargentii, 'Tina', 'Snowdrift', and 'Special Radiant'.  Resistant Crataegus (Hawthorn) include C. crus-galli, series Intricatae, C. laevigata, 'Autumn Glory', C. phaenopyrum, C. pruinosa, C. viridis, y 'Winter King'.  Las variedades resistentes son menos susceptibles al ataque, pero eso no significa que estén libres de un ataque agresivo.
Los aerosoles de fungicidas aplicados de manera oportuna son altamente efectivos contra las enfermedades de la roya durante el ciclo de la manzana. La mayoría de los aerosoles se aplican cuatro veces a intervalos de 7 a 10 días, comenzando con un capullo rosado en las manzanas. Estas aplicaciones son para proteger las manzanas de las esporas que se liberan del huésped de cedro a mediados de la primavera.
Si se diagnostica la enfermedad de la roya del cedro en las frutas y hojas de la manzana, es demasiado tarde para rociar. Entonces están disponibles los fungicidas sistémicos.
Los fungicidas listados para su uso en manzanas se pueden usar en julio y agosto en los cedros para reducir la infección. La aplicación de fungicidas a los enebros antes y mientras están en el estado infeccioso de la gelatina naranja parece reducir la gravedad del brote.

Gymnosporangium juniperi-virginianae
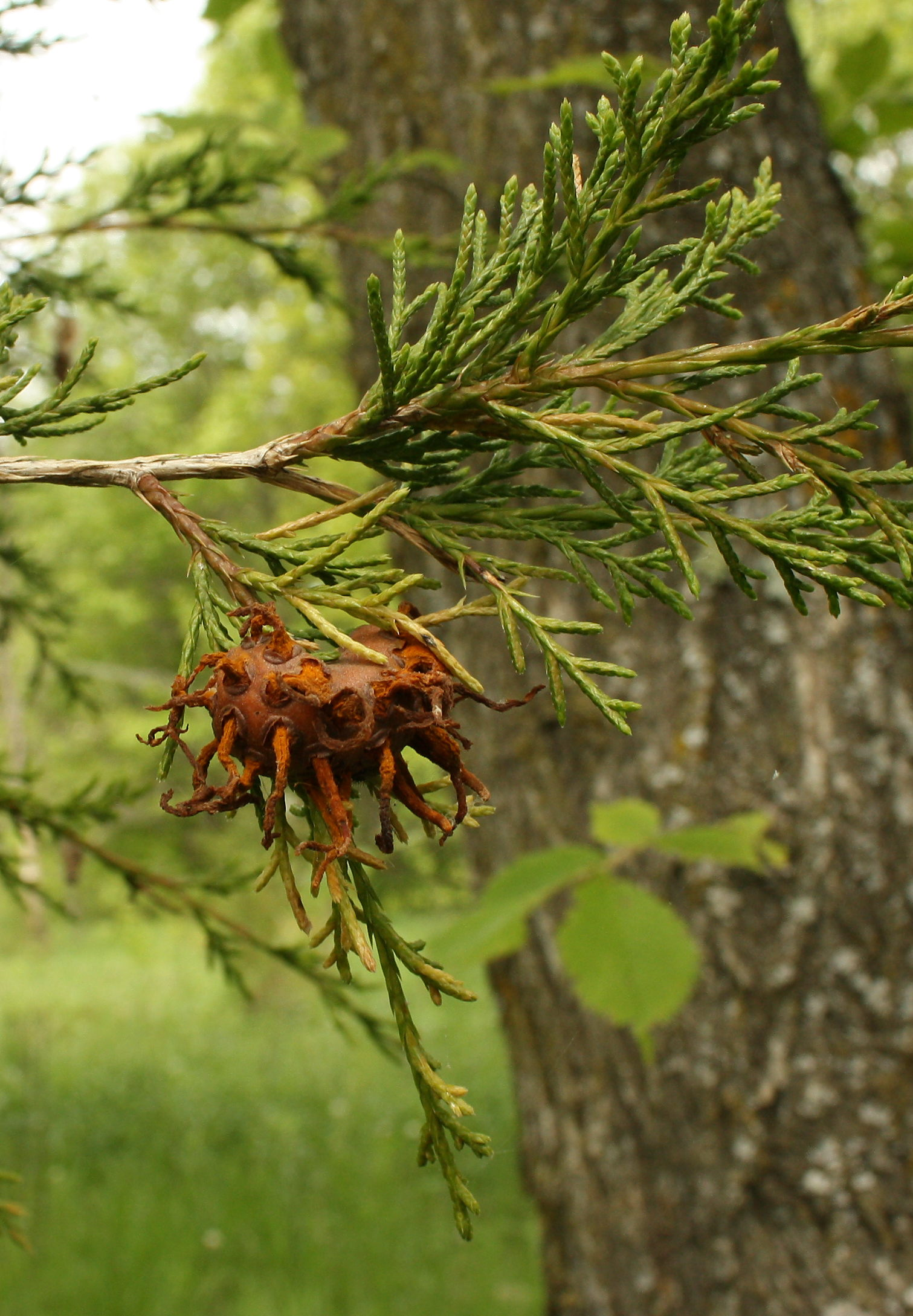
Agalla en el cedro rojo del este (Juniperus virginiana)
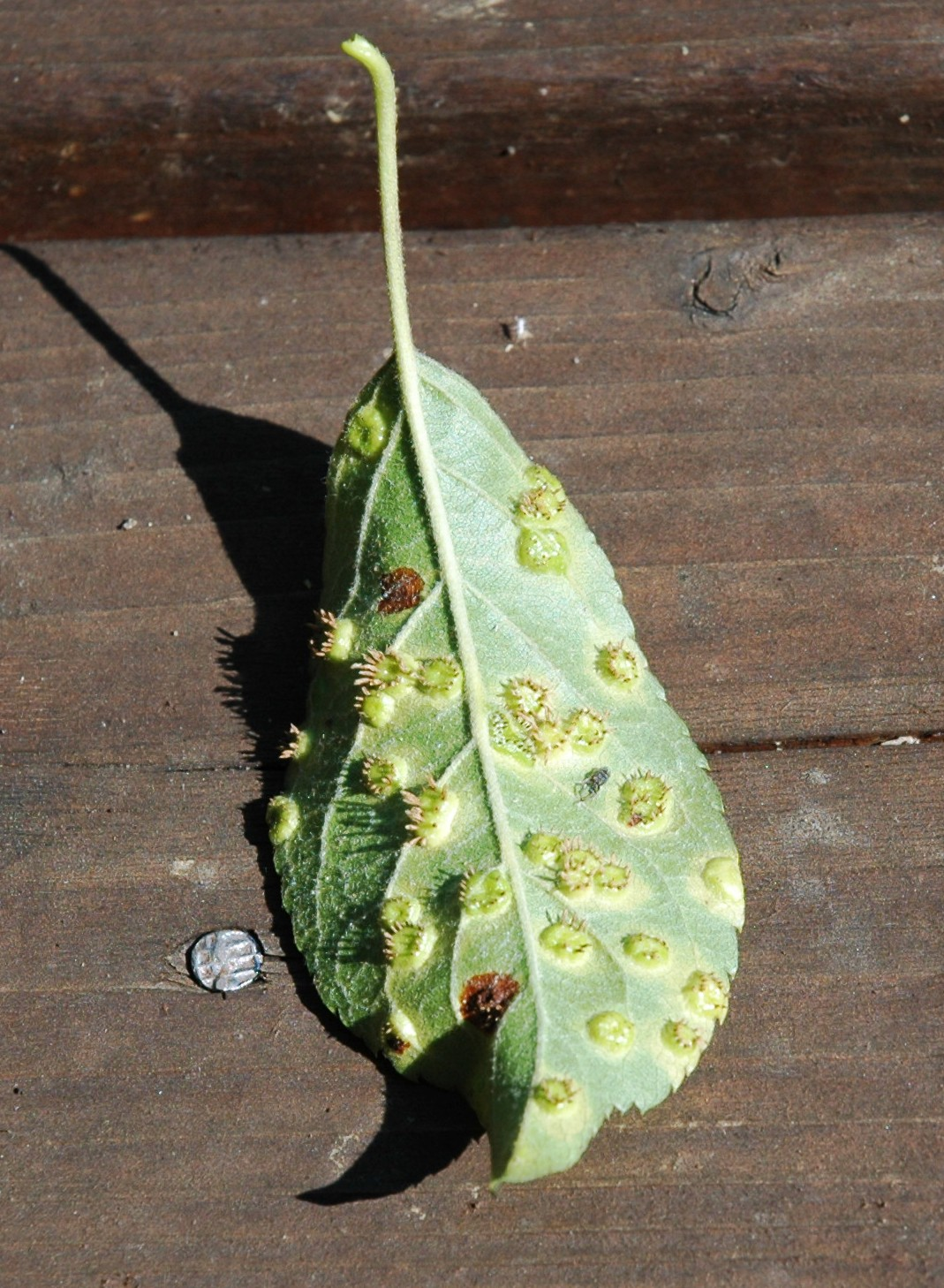
Óxido del cedro y el manzano, estomas en un chancro del manzano
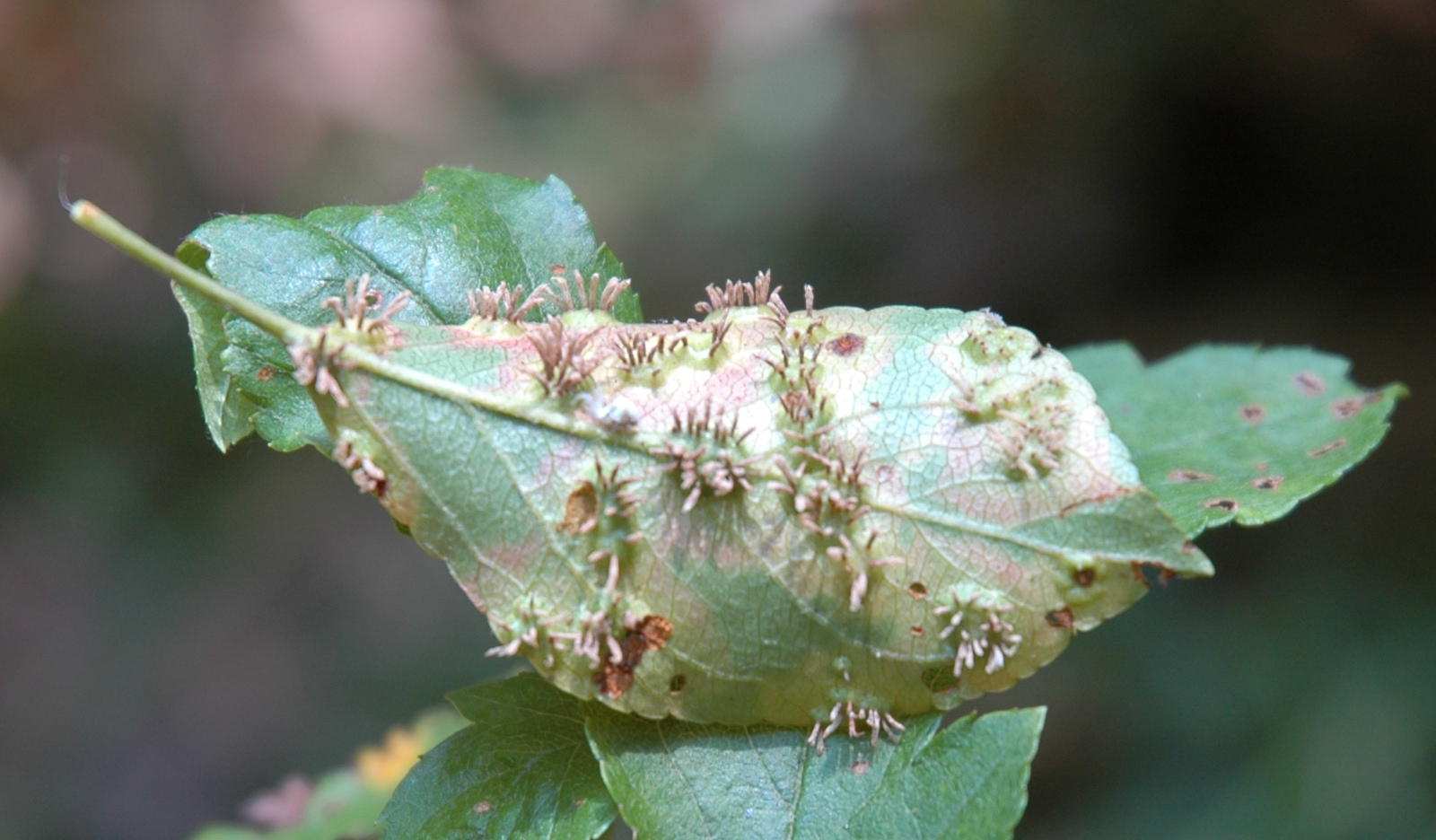
Óxido del cedro y el manzano,estomas en un chancro del manzano
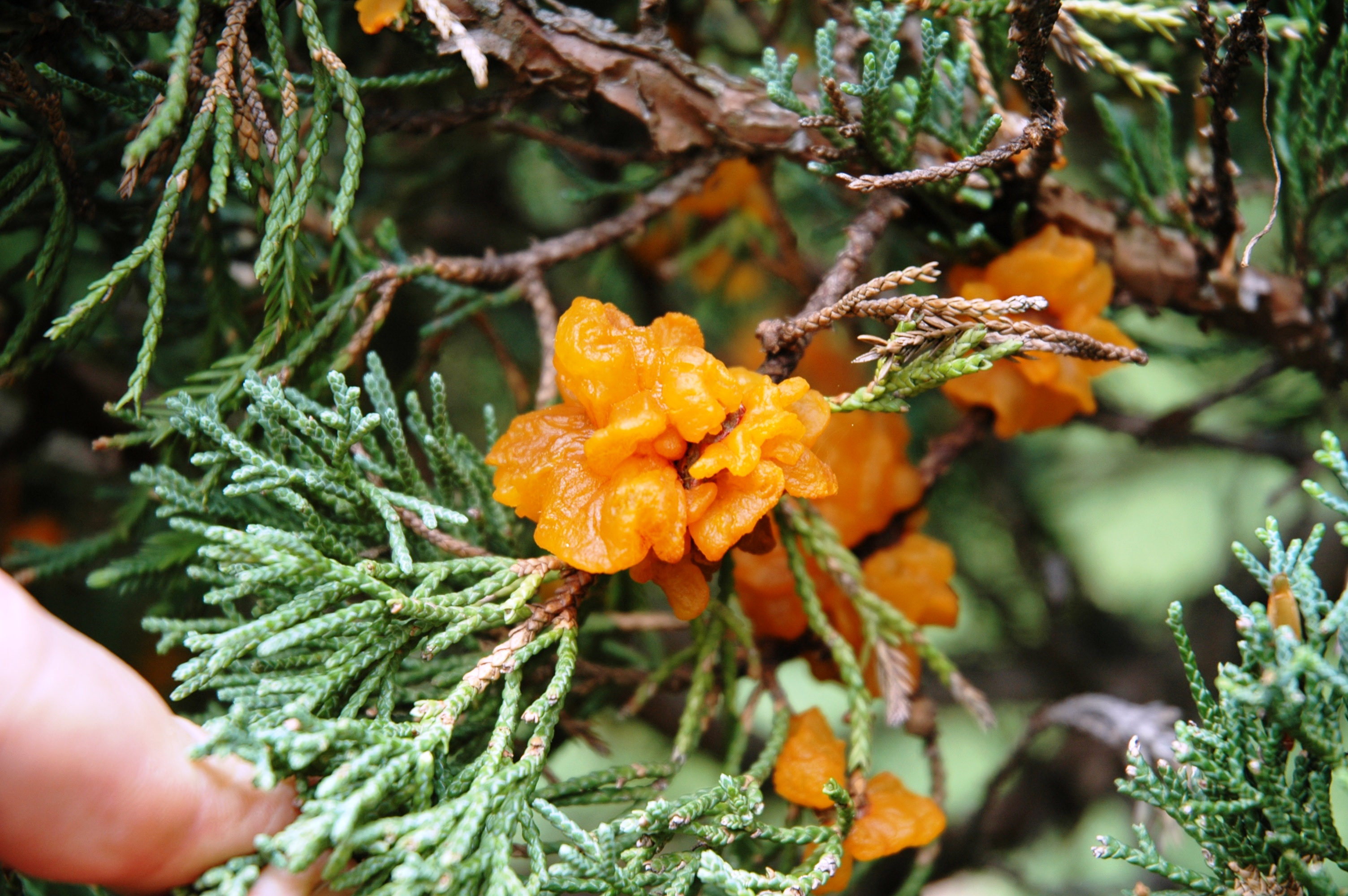
Óxido del cedro y el manzano, en un shimpaku juniper
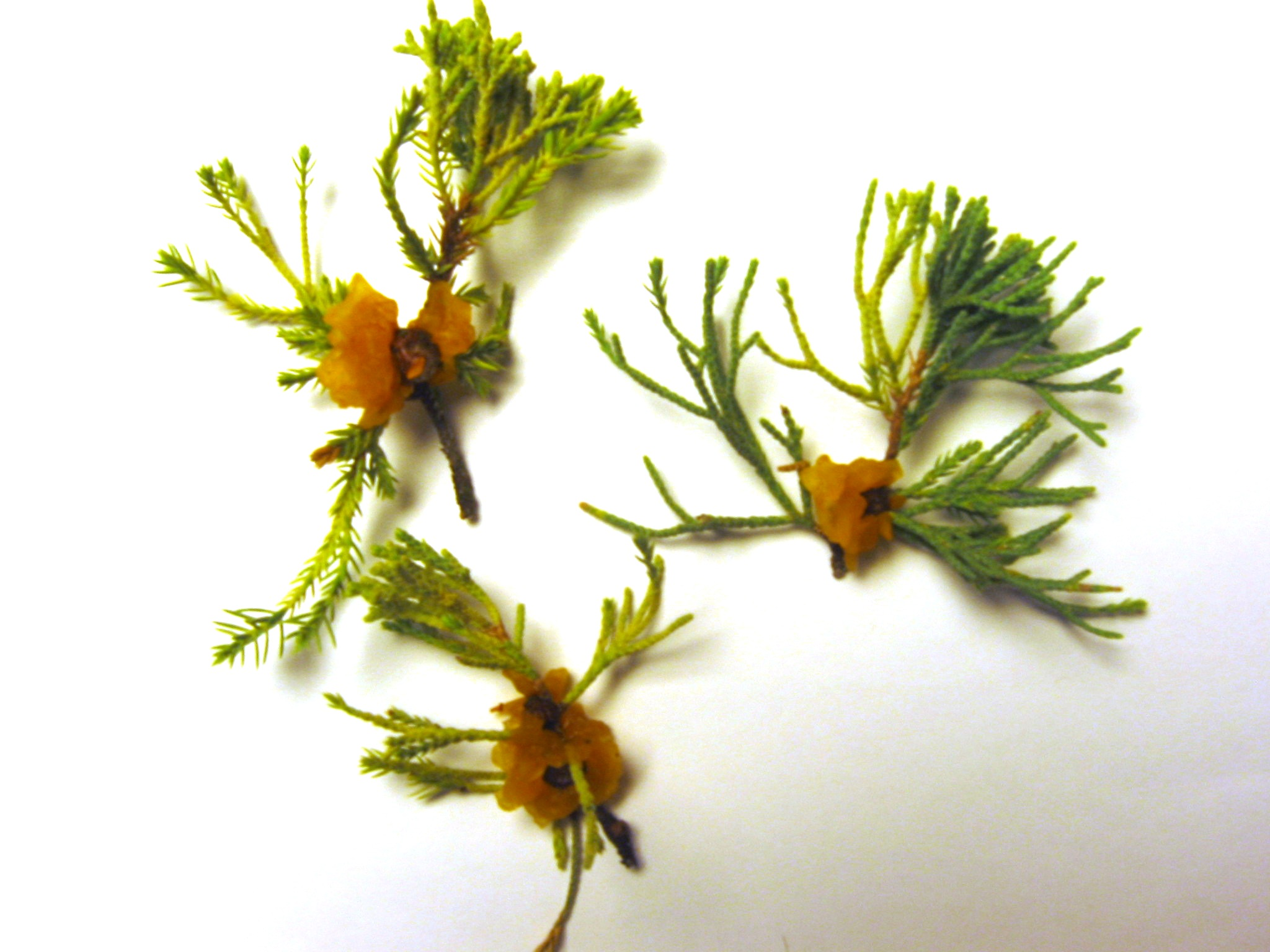
Óxido del cedro y el manzano en un J. procumbens nana)